# 桑植県
桑植県（そうじゅ-けん）は中華人民共和国湖南省張家界市に位置する県。洞庭湖へ向かう澧水の水源である。

## 行政区画
- 鎮：澧源鎮、瑞塔鋪鎮、官地坪鎮、涼水口鎮、竜潭坪鎮、五道水鎮、陳家河鎮、廖家村鎮、利福塔鎮、八大公山鎮、橋自彎鎮、人潮渓鎮
- 郷：空殻樹郷、竹葉坪郷、沙塔坪郷、河口郷、上河渓郷、上洞街郷
- 民族郷：走馬坪ペー族郷、劉家坪ペー族郷、芙蓉橋ペー族郷、馬合口ペー族郷、洪家関ペー族郷